# Kourgane Mamaïev

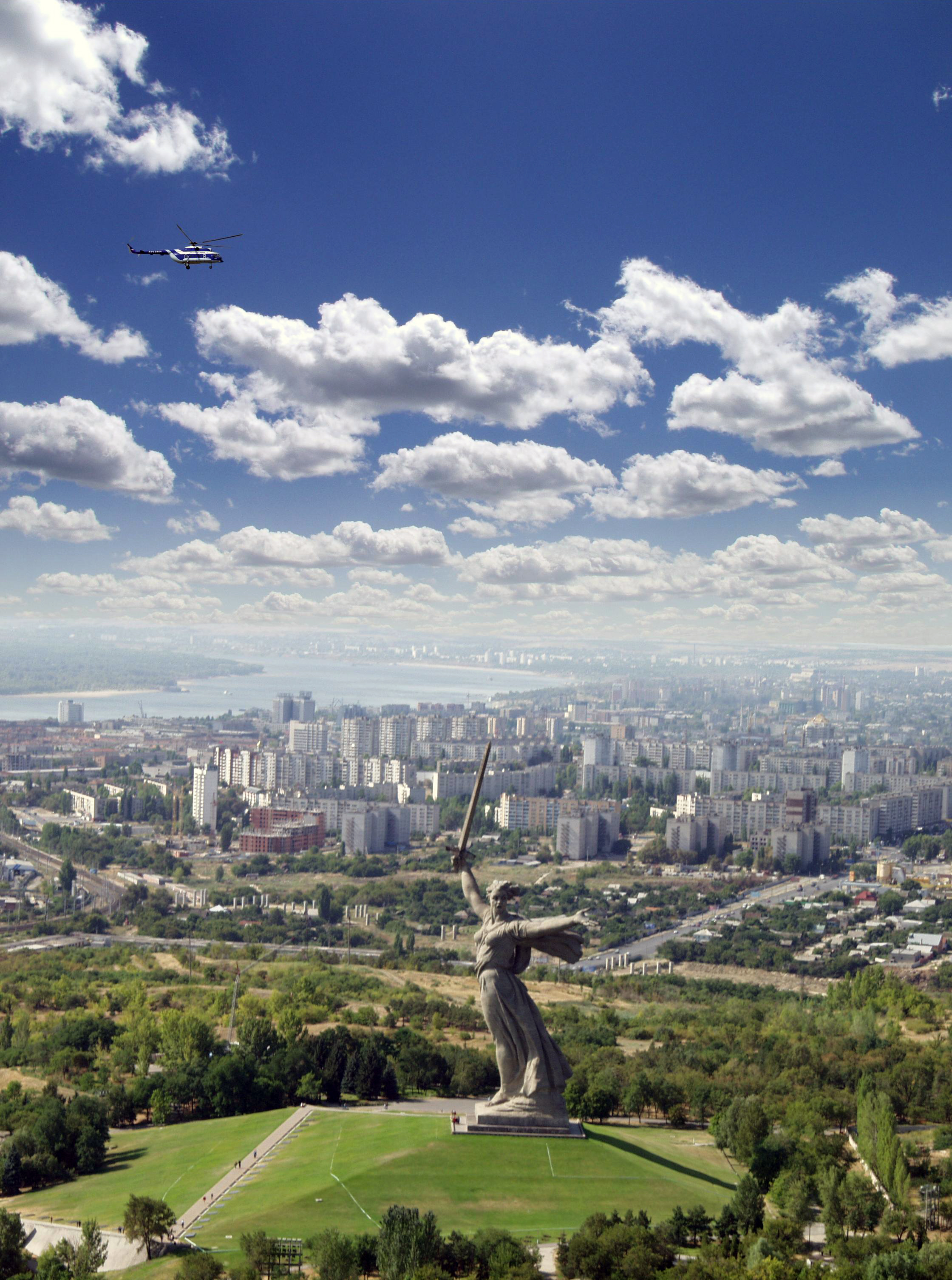
Vue aérienne du mémorial du kourgane Mamaïev

Le kourgane Mamaïev (en russe : Мамаев Курган) est une hauteur dominant la ville de Volgograd, autrefois Stalingrad, dans le sud de la Russie. En russe, son nom signifie « kourgane de Mamaï ».
On trouve sur cette colline un mémorial commémorant la bataille de Stalingrad. Cette bataille, probablement une des plus célèbres victoires de l’URSS sur les forces de l'Axe pendant la Seconde Guerre mondiale, fut également l'une des plus meurtrières de l'Histoire militaire[réf. nécessaire].

## Bataille
Lorsque les forces de la VIe armée allemande attaquèrent le centre de la ville de Stalingrad, le 13 septembre 1942, le kourgane Mamaïev, noté sur les cartes d'état-major comme « cote 102 », fut l'objet d'âpres combats entre les troupes d'assaut allemandes et les défenseurs soviétiques de la 62e armée.
La possession de cette colline s'avéra d'une importance vitale pour le contrôle de la ville. Les Soviétiques avaient établi de solides lignes de défense sur les flancs de la colline, comprenant des tranchées, des barbelés et des champs de mines. Les Allemands poussèrent en direction du sommet au prix de lourdes pertes. Lorsqu'ils eurent conquis la colline, ils furent en position de tirer sur le centre et la gare de Stalingrad en contrebas.
Le même jour, la 13e division de fusiliers de la Garde sous le commandement d'Alexandre Rodimtsev arriva dans la ville après avoir traversé la Volga sous le feu nourri de l'artillerie allemande. Les 10 000 hommes de la division furent immédiatement jetés dans la mêlée. Le 16 septembre 1942, ils reprirent la colline et continuèrent le combat pour la gare, subissant de lourdes pertes.
Le jour suivant, presque tous ces soldats avaient été tués. Les Soviétiques continuèrent à renforcer leurs unités dans la ville aussi rapidement qu'ils le pouvaient. Les Allemands montèrent à l'assaut jusqu'à douze fois par jour, les Soviétiques répondant par de féroces contre-attaques.
La colline changea plusieurs fois de mains. Le 27 septembre 1942, les Allemands avaient de nouveau pris la colline. Les Soviétiques de la 284e division de fusiliers tinrent leurs positions sur les flancs de la colline, jusqu'au 26 janvier 1943, lorsque les Russes reprennent d'assaut la ville aux forces allemandes encerclées dans la ville depuis le 24 novembre 1942 à la suite de l'opération Uranus.
À la fin de la bataille, le sol gorgé de sang de la colline avait tellement été bouleversé par les tirs d'artillerie et les éclats d'obus qu'il contenait entre cinq cents et mille deux cent cinquante éclats métalliques au mètre carré. Le sol de la colline était resté noir tout l'hiver, la neige fondant sous les explosions et les feux. Au printemps suivant, la colline resta noire car aucune végétation ne put repousser sur le sol dévasté. Les flancs autrefois abrupts de la colline avait été aplatis par des mois d'intenses bombardements. Aujourd'hui encore, il est possible de trouver des fragments d'os et de métal enfouis dans le sol.

## Le mémorial
Après la guerre, les autorités soviétiques décidèrent la réalisation de l'énorme mémorial du kourgane Mamaïev. Vassili Tchouïkov, qui dirigeait les troupes soviétiques à Stalingrad, y est inhumé. C'est le premier maréchal de l'Union soviétique qui n'est pas enterré à Moscou.
Ce mémorial monumental fut construit entre 1959 et 1967. Il est couronné par une gigantesque allégorie : la statue de la Mère-Patrie, conçue par Evgueni Voutchetitch. Son titre complet est « l'Appel de la Mère-Patrie ! » en russe : Родина-мать зовёт! (Rodina Mat Zovyot!). Lors de son érection en 1967, la statue de la Mère-Patrie était la plus grande sculpture du monde.
C'est une sculpture en béton de 52 mètres de haut de la tête aux pieds et 85 mètres des pieds à la pointe du sabre de 33 mètres. La lame du sabre est en acier inoxydable. La statue tient par son seul poids. Son style évoque les représentations de la déesse Niké dans la Grèce classique, en particulier le drapé flottant de la robe rappelant celui de la Victoire de Samothrace.

## Dans la culture populaire
La bataille du kourgane Mamaïev est dépeinte dans le jeu vidéo Red Orchestra 2: Heroes of Stalingrad. Elle est également évoquée dans le jeu vidéo Survarium où le lieu est dévasté à la suite de guerres et de catastrophes écologiques.